# 토잼 & 얼
《토잼 & 얼》(ToeJam & Earl)는 존슨 부샌저 프로덕션스가 개발하고 세가가 배급한 액션 게임이다. 메가 드라이브 플랫폼으로 제작돼 1991년 출시됐다.
지구에 불시착한 외계인 래퍼 토잼과 얼이 주인공으로 플레이어는 둘 중 하나를 조종해 비행선 부품을 수집해 행성에서 탈출하는 것이 목표이다. 1980년대 및 1990년대 초 도시 문화를 패러디한 것이 특징으로 펑크 음악을 사용했다. 게임 내 스테이지는 게임 시작시 절차적 생성으로 생성되는 로그라이크 게임플레이를 갖췄다.
출시 당시 게임언론으로부터 독창성, 음악, 유머 및 2인용 지원을 근거로 긍정적인 평가를 받았다. 출시 이후 후속작으로 1993년 《토잼 & 얼 인 패닉 온 펑코트론》, 2002년 《토잼 & 얼 III: 미션 투 어스》 두 편이 출시됐다. 2019년에 원제작진이 모여 크라우드펀딩으로 개발비를 마련해 제작된 《토잼 & 얼: 백 투 더 그루브》가 발매됐다.
《토잼 & 얼》은 2006년 Wii 버추얼 콘솔로 재발매됐으며 2012년 플레이스테이션 네트워크 및 엑스박스 라이브 아케이드로 출시된 《세가 빈티지 컬렉션》에 수록됐다. 2021년 12월 닌텐도 스위치 온라인 익스팬션 팩에 출시됐다.

## 여파
2022년 12월 5일, 아마존 MGM 스튜디오가 영화판을 제작중이라는 보도가 등장했다. 스테픈 커리가 총제작을 맡는다.